# Геккер, Роман Фёдорович
Роман Фёдорович Геккер (12 [25] марта 1900, Санкт-Петербург — 15 августа 1991, Москва) — советский учёный-геолог, палеонтолог, палеоэколог, доктор биологических наук, профессор, организатор науки и историк геологии. Основоположник палеосинэкологического метода.

## Биография
Родился 12 (25) марта 1900 года в городе Санкт-Петербург, в семье врача.
В 1909—1917 годах учился в немецкой гимназии Петришуле, которую окончил с отличием.
В 1917—1923 годах учился в Горном институте в Петрограде. Его научным руководителем был профессор Погребов, Николай Фёдорович.
В 1925 году также окончил Географический институт в Ленинграде.
С 1930 года - руководство и участие в  геологической съемке девонских толщ на Главном девонском поле (северо-запад Восточно-Европейской платформы).
С 1930 года работал в Палеозоологическом институте АН СССР в Ленинграде. Участник палеонтологических экспедиций. Учёный секретарь института (1932—1937). Организатор и заведующий лабораторией — Палеоэкология морских фаун (1930—1976).
В 1932—1935 годах читал курс по палеонтологии на кафедре исторической геологии Горного института.
В 1935 году ему была присвоена степень кандидата биологических наук без защиты.
В 1937 году защитил докторскую диссертацию по теме «Палеоэкологический метод исследования в практике геологических и биологических наук (на материале из верхнего девона и нижнего карбона Русской платформы)».
В 1948 году работал в Институте геологических наук АН СССР, член учёного совета[уточнить].
Создатель палеоэкологического метода в СССР. Читал курс лекций по палеоэкологии в ЛГУ, Китае (1957—1958), Франции (1967), Польше, Венгрии и Чехословакии.
Профессор кафедры палеонтологии геологического факультета МГУ (читал лекции 1941—1961), член Проблемного совета (с 1962).
Темы научных исследований:
- Синэкология биот древних морей,
- палеоихнология,
- иглокожие палеозоя,
- история геологии и охрана природы.

Скончался 25 августа 1991 года в Москве, после тяжёлой болезни.

## Семья
Дед — Геккер, Василий Фёдорович (Wilhelm Hecker; 1828—1902) — профессор и академик архитектуры, работал в Санкт-Петербурге.
- Отец — Фёдор Васильевич Геккер (Theodor Eduard Woldemar von Hecker; 1870, Санкт-Петербург — 1940, Ленинград) — врач[8]
- Мать — Margarethe Adele Sophie von Hecker (Hemilian[9]; 1873, Нарва — 1942, Ленинград)

Сёстры:
- Ирина Федоровна Иессен (в дев. Геккер; 1898, Санкт-Петербург — 1978, Ленинград)
- Маргарита Фёдоровна Геккер (1901, Санкт-Петербург — 1919, Петроград)
- Стелла Фёдоровна Геккер (1907, Санкт-Петербург — 1997, там же)

Жена (с 1925) — Екатерина Львовна (в дев. Абакумова; 1897, Санкт-Петербург — 1950, Москва) — палеонтолог, преподавала в ЛГУ и МГУ.
- Сын — Геккер, Иван Романович (1927—1989) — физик.
  - Внучка — Геккер, Наталия Ивановна (род. 1954) — детский писатель.

## Награды и премии
- 1953 — Орден Ленина, за заслуги в расширении минерально-сырьевой базы на Урале во время Великой Отечественной войны[10]
- 1964 — Премия МОИП (с соавторами) за работу «Ферганский залив палеогенового моря» (1962)[11].
- 1985 — Премия МОИП за лучшие работы по естествознанию.
- 1988 — Почётный диплом МОИП (без денежной премий) за книгу «Тафономические и экономические особенности фауны и флоры Главного девонского поля» (1983)[12].

## Членство в организациях
- 1969—1983 — председатель его комиссии по иглокожим
- 1972—1985 — председатель его комиссии по палеоэкологии
- 1975 — почётный член МОИП, член Совета МОИП (1972—1985)
- 1966 — почётный член Всесоюзного палеонтологического общества почётный председатель секции (с 1989)
- 1968 — председатель секции палеоэкологии, Международный палеонтологический союз
- 1964 — член-корреспондент немецкого палеонтологического общества
- 1967 — член-корреспондент Зенкенбергского палеонтологического общества, Франкфурт-на-Мане.
- 1967 — Геологическое общество Франции
- почётный член-корреспондент Геологическое общество Швеции[13]
- почётный член геологического общества Болгарии
- почётный член геологического общества Венгрии
- почётный доктор Лионского университета

## Память
В 1983 году в его честь был проведён первый международный конгресс по палеоэкологии.
В честь Р. Ф. Геккера были названы вымершие ископаемые орнанизмы:
- Polygonella Gekkeri — фораминиферы, верхний девон Приуралья
- Rotalia Heckeri  Bykova, 1959 — фораминиферы, эоцен Ферганы
- Heckericyathus  Jazmir, 1975 — археоциаты, нижний кембрий Сибири
- Heckericyathus  Heckeri Zhuravleva, 1955 — археоциаты, нижний кембрий Сибири
- Aulopora Нeckeri  Tchernychov, 1941 — кораллы, верхний девон Европы
- Tabulophyllum Нeckeri  Soshkina, 1952 — кораллы, верхний девон Европы
- Estheria Нeckeri  Tchernyshew, 1930 — филлоподы, нижняя юра Канского бассейна
- Kirkbya Heckeri  Posner, 1951 — остракоды, нижний карбон Ленинградской области
- Mennerella Heckeri  Egorov, 1950 — остракоды, верхний девон Европы
- Pernopecten Heckeri  Astafieva-Urbaitis, 1977 — двустворчатые, нижний карбон Подмосковья
- Spanioteuthis Heckeri  Gustomesov, 1979 — головоногие, нижний мел Европы
- Rhabdomeson Heckeri  Schulga-Nesterenko, 1955 — мшанки, нижний карбон Европы
- Anatrypa Heckeri  Nalivkin, 1941 — брахиоподы, верхний девон Европы
- Heckericystis  Gill & Caster, 1960 — карпоидеи, средний ордовик Европы
- Eopilidiocrinus Heckeri  Arendt, 1970 — криноидеи, нижняя пермь Предуралья
- Hoplocrinus Heckeri  Mjannil, 1959 — криноидеи, средний ордовик Прибалтики
- Pagecrinus Heckeri  Yakovlev, 1941 — криноидеи, верхний девон Европы
- Melonechinus Heckeri  Faas, 1941 — морские ежи, нижний карбон Европы
- Gapparodus Heckeri  Abaimova, 1973 — конодонты, верхний кембрий Казахстана
- Aspidosteus Heckeri  Obruchev, 1941 — рыбы, средний девон Европы.